# 徳治昭
徳 治昭（とく はるあき、1968年9月16日 - ）は、日本のイラストレーター、童画家。大阪府出身。
徳治昭童画館 代表。日本児童出版美術家連盟会員。奈良芸術短期大学洋画科卒
アクリル画の濃厚なタッチを主体に童画を発表。代表作におもちゃのチャチャチャ「らいおんサン」がある。
また、2009年年末ジャンボ宝くじ、2010年サマージャンボのイラストも手がける。

## 制作実績
- 【教育関係】
- 絵本「も〜ぉ〜うしです!」
- 英会話のNOVA（NOVA KIDS教材）
- 朝陽幼稚園(給水タンク童画)
- 奈良芸術短期大学 (スケッチブック表紙)
- 小学校ゲスト講師
- まちづくり絵本制作

- 【商業関係】
- 電子書籍「徳治昭童画展」（iTunes Store）
- 2009年 年末ジャンボ宝くじ イラスト
- 株式会社 由成　パズルアート
- NIKKEINET　いきいき健康　ココロの休憩室　（カット）
- 楽天写真館　年賀状データ
- 「親子のためのヒーリングコンサート」ポスター画
- テレビ東京「ポケモンサンデー」画像提供
- 関西テレビ「プチっとく」オープニング画像提供
- アシックス(シューズパッケージ)
- 阪急三番街(ディスプレイ)
- 劇団前進座(龍の子太郎ポスター)
- ナツメ社 （2005〜6年度版　年賀状データ集）

- 【キャラクター】
- 株式会社インテックス イメージキャラクター「エコタン」
- バナゴルフ イメージキャラクター
- 左京田中神社 イメージキャラクター「たなきゃん」
- メディカルケアー イメージキャラクター

- 【マップ】
- 西成区商店会連盟（商店街マップ）
- NTTタウンページ(イラスト・マップ)

- 【ロゴ】
- 建築会社ライフナカオ （ロゴデザイン）
- カラー教室プレザント (ロゴデザイン)
- 有限会社アイスバーグ（ロゴデザイン）

## 受賞歴
- [WHO(世界保健機構）　第2回グローバルイメージコンテスト 金賞
- FM福岡　第2回動物イラストコンクール　優秀賞
- ポテトチップス第6〜9回ポテトチップス絵画展　天王寺ミオ賞 （4年連続受賞）
- 郵政省　世界人権宣言50周年記念切手デザインコンクール　佳作
- テレビ金沢　開局10周年記念あなたの夢イラストコンテスト　佳作
- クラフトの森　ポスターコンテスト　佳作
- ユネスコ村　第5回ぼくのわたしの恐竜イラストコンクール　佳作
- NHK BS　「真夜中の王国」ハガキ大の展覧会　入選
- KFS 99~'01アートコンテスト　連続入選
- KFS　第1、2回コミックイラストコンテスト　連続入選
- KFS　第1〜3回　童画・イラストグランプリ　連続入選
- RYURYU　クリスマスカードコンテスト　入選
- 三重県　芭蕉さんがゆくキャラクターデザイン　優秀賞
- ペットライン　第14回猫だぁいすき作品コンテスト　佳作
- その他多数